# Zöbisch
Zöbisch ist eine kleine Häusergruppe, die südöstlich der vogtländischen Stadt Auerbach liegt und zu den Auerbacher kleinen Waldorten gehört.

## Lage
Zöbisch liegt östlich von Ellefeld in einem Waldgebiet zwischen Bad Reiboldsgrün im Norden und Grünheide im Süden. Die Häuser liegen im Waldgebiet zwischen Schöneck und Eibenstock auf etwa 722 m.

## Geschichte
Die Einwohnerzahl des Zöbischgutes wurde 1834, 1871 und 1890  mit der von Grünheide gemeinsam aufgeführt. 1871 und 1875 hatte Zöbisch 13 Einwohner in zwei Häusern. Das spätestens 1673 erstmals erwähnte Zöbisch hatte verschiedene Namen: Zewisch-Güthel, von dem Zschewischen Güthel (1673), Zoͤbischguͤthel (1791), Zöbisch (1816), Zobischgütchen (1833) und ab 1875 Zöbisch.
1834 gehörte das Gut zur Auerbacher Waldgemeinde, später, 1905, zu Vogelsgrün und 1950 zu Schnarrtanne. Seit der Eingemeindung dieser Orte nach Auerbach gehört Zöbisch seit 1994 zu Auerbach. bereits 1840 und 1930 war der Ort nach Auerbach eingepfarrt.
Noch heute gibt es das Waldhotel Zöbischhaus.

## Belege
1. ↑  Zöbisch – HOV | ISGV. Abgerufen am 22. Januar 2023.
2. ↑  'Alphabetisches Taschenbuch sämmtlicher im Königreiche Sachsen belegenen Ortschaften und der besonders benannten Wohnplätze : mit Angabe der politischen Gemeinden, der Amtsgerichte, der Landgerichte, der Kreishauptmannschaften, der Amtshauptmannschaften und der Gendarmerie-Bezirke, der Gebäude- und Einwohnerzahlen am 1. Dezember 1875, sowie der Postbestellanstalten' - Digitalisat | MDZ. Abgerufen am 22. Januar 2023.
3. ↑  Statistisches Landesamt des Königreiches Sachsen: Alphabetisches Verzeichniss der im Königreiche Sachsen belegenen Stadt- und Landgemeinden: mit den zubehörigen, besonders benannten Wohnplätzen ... : nebst alphabetischem Register. C. Heinrich, 1884 (google.com [abgerufen am 22. Januar 2023]).
4. ↑  'Generalübersicht sämmtlicher Ortschaften des Königreichs Sachsen nach der neuen Organisation der Behörden mit Angabe ihrer Einwohner- und Häuserzahl am 1. December 1871 : Zusammengestellt vom K. sächs. statist. Bureau' - Digitalisat | MDZ. Abgerufen am 22. Januar 2023.
5. ↑  Waldhotel Zöbischhaus. Abgerufen am 11. Februar 2023 (deutsch).